# 朱玉
朱玉（1964年6月—），汉族，贵州六枝人，中华人民共和国政治人物、第十三届全国人民代表大会甘肃省代表。

## 生平
1985年7月，毕业于西南政法学院法律系法律专业，随后分别在四川省重庆市公安局、贵州省纪委工作。
2000年12月，任中共贵州省黔西南州委常委、州纪委书记。2002年10月，任中共贵州省黔西南州委副书记、州纪委书记。2006年10月，调任中共贵州省六盘水市委副书记。
2009年8月，任贵州省人民政府法制办公室主任、党组书记。
2015年11月，任贵州省高级人民法院党组副书记、常务副院长。
2018年1月，任甘肃省人民检察院党组书记、检察长。
2023年1月，调任湖南省高级人民法院党组书记、院长。
2018年，朱玉被选为甘肃省出席第十三届全国人民代表大会代表。